# سم مارتینو ایم بادیا
سم مارتینو ایم بادیا (به ایتالیایی: San Martino in Badia) یک کومونه در ایتالیا است که در تیرول جنوبی واقع شده‌است. سم مارتینو ایم بادیا ۷۶٫۵ کیلومتر مربع مساحت و ۱٬۷۲۶ نفر جمعیت دارد و ۱٬۱۲۷ متر بالاتر از سطح دریا واقع شده‌است.